# Cyphonococcus iceryoides
Cyphonococcus iceryoides är en insektsart som först beskrevs av William Miles Maskell 1892.  Cyphonococcus iceryoides ingår i släktet Cyphonococcus och familjen ullsköldlöss. Inga underarter finns listade i Catalogue of Life.